# Marcin Przybyłek
Marcin Sergiusz Przybyłek (ur. 14 grudnia 1968 w Pułtusku) – polski pisarz science fiction, trener biznesowy, coach, projektant i konsultant gier komputerowych.

## Życiorys
Ukończył Liceum Ogólnokształcące im. Piotra Skargi w Pułtusku, a następnie Akademię Medyczną w Warszawie. Podczas studiów był trenerem w Studenckiej Szkole Higieny Psychicznej, członkiem założycielem Stowarzyszenia Aktywnego Rozwoju Osobowości, uczestnikiem Seminarium Platońskiego, wykładowcą Studenckiego Koła Higieny Psychicznej, prowadzącym Studium Twórczości Indywidualnej. Po ukończeniu studiów na Akademii Medycznej w Warszawie pracował przez 6 lat w koncernie farmaceutycznym KRKA, później założył firmę szkoleniową Hekson, w ramach której prowadził szkolenia z zakresu m.in. rozwoju osobowości, twórczego myślenia, przywództwa i zarządzania. Od 2017 roku ściśle współpracuje z firmą Anshar Studios, z którą tworzy grę komputerową GAMEDEC, opartą na jego twórczości. W 2018 roku zaczął grać w serialu „19+”, wcielając się w rolę Aleksa.

## Twórczość literacka
Początkowo pisał prace z zakresu psychologii, między innymi analizy poświęcone psychologii mężczyzny, zawarte w zeszycie: Postacie mężczyzn. Homer, Tolkien, 1995 oraz w książce Ojciec i syn czyli gwiezdne wojny, 1997, wydane przez STAKROOS. Literacko debiutował w czerwcu 2000 roku w miesięczniku „Świat Gier Komputerowych” tworząc rubrykę Grao Story. „Nowa Fantastyka” drukowała jego cykl publicystyczny Co w duszy gra oraz felietony Rzeczy Oczy Wiste. W „Nowej Fantastyce” 11/2002 ukazało się jego pierwsze opowiadanie z cyklu Gamedec – Małpia pułapka.

### Saga GAMEDEC
Zbiór opowiadań Gamedec. Granica rzeczywistości był debiutem książkowym, wydanym przez wydawnictwo superNOWA w 2004 roku. Opisuje perypetie gamedeca („gierczanego detektywa”) Torkila Aymore’a. Słowo „GAMEDEC” powstało ze zbitki słów „game” i „detective" i zostało w 2017 r. opatentowane w Urzędzie Unii Europejskiej ds. Własności Intelektualnej.
Drugi tom opowieści o gamedecu, Gamedec. Sprzedawcy lokomotyw ukazał się w roku 2006. Trzecia część została pierwotnie podzielona na dwa tomy: Gamedec. Zabaweczki. Błyski i Gamedec. Zabaweczki. Sztorm, które zostały wydane przez wydawnictwo superNowa kolejno w latach 2008 i 2010. W 2012 r. pojawiła się czwarta część sagi, wydana przez Fabrykę Słów w dwóch tomach: Gamedec. Czas silnych istot, ks.1 i Gamedec. Czas silnych istot, ks.2. Ostatnie dwa tomy piątej część sagi: Gamedec. Obrazki z imperium. Część 1 i Gamedec. Obrazki z imperium. Część 2 ukazały się w 2015 r. nakładem Domu Wydawniczego "REBIS". W 2023 ukazał się prequel do sagi: Gamedec. Love & Hate.
W latach 2016–2019 wydawnictwo REBIS wznowiło wydanie wszystkich pierwszych czterech części sagi Gamedec, które zostały poprawione i rozszerzone. Część 3. i 4. („Zabaweczki” i „Czas silnych istot”) tym razem zostały opublikowane jako pojedyncze tomy.
Saga „Gamedec” gatunkowo ewoluuje od kryminału utrzymanego w klimacie cyberpunk i noir, poprzez fantastykę militarną, do space opery i utopii. Akcja zaczyna się w 2196, a kończy około roku 2522. Seria porusza problemy transhumanistyczne, psychologiczne i socjologiczne, opisując przemiany jednostki i społeczeństw zanurzonych w przyspieszonym rozwoju technologicznym.

### Dylogia Orzeł Biały
Orzeł Biały i Orzeł Biały 2 to napisane z przymrużeniem oka powieści postapokaliptyczne. Jej bohaterami są realne osoby, które zgłosiły się podczas naboru ogłoszonego przez autora, przedstawiły swoje pomysły i zaproponowały cechy postaci. Występują w niej także znane osoby z fandomu i polscy pisarze science fiction.

## Uniwersum Gamedeca
Marcin Sergiusz Przybyłek współpracował z artystami różnych dziedzin w rozwijaniu uniwersum Gamedeca (Gamedecverse). Prace Marcina Jakubowskiego, Marka Okonia, Tomasza Marońskiego, stanowiące wizualizację świata stworzonego przez Przybyłka, zostałyopublikowane m.in. w „Digital Art Masters” i „Expo”. Owocem współpracy z animatorami i grafikami jest spot reklamujący książki o Torkilu Aymorze. Kompozytor Robert Letkiewicz skomponował liczne utwory poświęcone sadze, które zawarł w albumach „Gamedecverse”, „Spaceport” i „Nigredo”. Muzyk, klawiszowiec zespołu Votum, Zbigniew Szatkowski, stworzył album „Morning Over Warsaw City”.

### Gra planszowa Gamedec
Gra planszowa „Gamedec” została wydana w 2013 roku przez CDP.pl jako wspólny projekt Marcina Przybyłka i Jana Madejskiego. W ramach rozgrywki gracze wcielają się w role gamedeców, detektywów działających zarówno w świecie rzeczywistym (realium) oraz światach wirtualnych (sensorycznych). Ich zadaniem jest rozwiązywanie zagadek i zdobywanie punktów śledztwa, co pozwala im na powstrzymywanie ataków hakerów, którzy starają się zniszczyć światy sensoryczne.
Gra „Gamedec” nawiązuje bezpośrednio do cyklu opowiadań i książek pod tym samym tytułem.
- typ gry: gra planszowa
- kategoria wiekowa: 12+
- liczba graczy: 1-6
- czas rozgrywki: 75-140 minut

Gra oferuje kilka wariantów i elementów dodatkowych, które zmieniają stopień trudności i interakcji między graczami oraz czas rozgrywki.

### Gra komputerowa Gamedec
Nad stworzeniem komputerowej wersji Gamedeca pracowała od 2017 r. katowicka firma Anshar Studios. Jest to izometryczny, adaptatywny RPG, a premiera odbyła się 16 września 2021 roku. Autor sagi czynnie uczestniczył w procesie jej tworzenia jako projektant i konsultant ds. świata gry, jest też jednym ze scenarzystów, pisze dialogi i interakcje. Gra zdobyła liczne nagrody i nominacje na międzynarodowych targach branżowych m.in.: nagroda dziennikarzy „Game of the Show" podczas Gamescomu w 2019, pierwsze miejsce na Devcom Indie Awards 2020.

## Działalność fandomowa
Przybyłek jest silnie związany z fandomem i często odwiedza polskie konwenty. Prowadzi wykłady, warsztaty, uczestniczy w panelach dyskusyjnych. Jego zainteresowania skupiają się wokół psychologicznych, technologicznych oraz humanistycznych aspektów rozwoju ludzkości.
W 2019 r. został uhonorowany nagrodą Skierka, przyznawaną od 2017 roku pisarzom szczególnie docenionym przez organizatorów konwentu SkierCon, odbywającego się w Skierniewicach.
Fani Przybyłka, skupieni wokół tzw. Grupy Orła Białego, budują od 2017 r. na terenie festiwalu fantastyki Pyrkon obszar taktyczny związany z jego powieściami, tzw. Orlą Wioskę.

## Zainteresowania pozaliterackie

### Muzyczne
Pisał prace poświęcone muzyce współczesnej, m.in. twórczości profesora Mariana Borkowskiego „Muzyka Profesora Mariana Borkowskiego. Homeryckie dźwięki” w „Ekspresja Formy – Ekspresja Treści”, wyd. AM im. F. Chopina.
Zajmował się kompozycją muzyki elektronicznej – zdobył pierwszą nagrodę w konkursie kompozytorskim "Warsztaty muzyczne – ulica Francuska'97".

### Malarskie
Uczył się malować pod okiem ojca, artysty malarza. Publikował grafiki w kwartalniku "Albo – albo. Inspiracje jungowskie".

### Psychologia i biznes
Jako trener biznesu konsultuje tematy związane m.in. z psychologicznymi aspektami zarządzania organizacją w czasopiśmie „Puls Biznesu".

## Publikacje

### Książki
- Postacie mężczyzn. Homer, Tolkien (STAKROOS 1995)[28]
- Ojciec i syn czyli gwiezdne wojny (Nowa nadzieja – narodziny autonomii) (STAKROOS 1997)[29]
- Gamedec. Granica rzeczywistości (superNowa 2004)[30]
- Gamedec. Sprzedawcy lokomotyw (superNowa 2006)[31]
- Sprzedaż albo śmierć. Antyporadnik (Olszewski & Kunikowski 2007)[32]
- Gamedec. Zabaweczki. Błyski (superNowa 2008)[33]
- Gamedec. Zabaweczki. Sztorm (superNowa 2010)[34]
- Gamedec. Czas silnych istot, ks.1 (Fabryka Słów 2012)[35]
- Gamedec. Czas silnych istot, ks.2 (Fabryka Słów 2012)[36]
- CEO Slayer (REBIS 2014)[37]
- Gamedec. Obrazki z imperium. Część 1 (REBIS 2015)[38], Nominacja do Nagrody im. Janusza A. Zajdla[39]
- Gamedec. Obrazki z imperium. Część 2 (REBIS 2015)[40]
- Orzeł Biały (REBIS 2016)[41]
- Orzeł Biały 2 (REBIS 2017)[42]
- Symfonia życia (Wydawnictwo IX 2019)[43]

### Opowiadania
- Małpia pułapka („Nowa Fantastyka” 11/2002, zbiór Gamedec. Granica rzeczywistości, superNowa 2004, REBIS 2016)
- Zawodowiec („Nowa Fantastyka” 3/2003, zbiór Gamedec. Granica rzeczywistości, superNowa 2004, REBIS 2016)
- Syndrom Adelheima („Nowa Fantastyka” 7/2003, zbiór Gamedec. Granica rzeczywistości, superNowa 2004, REBIS 2016)
- Polowanie („Nowa Fantastyka” 9/2003, zbiór Gamedec. Granica rzeczywistości, superNowa 2004, REBIS 2016)
- Granica rzeczywistości („Nowa Fantastyka” 3/2004, zbiór Gamedec. Granica rzeczywistości, superNowa 2004, REBIS 2016)
- Błędne koło (zbiór Gamedec. Granica rzeczywistości, superNowa 2004, REBIS 2016)
- Rajska Plaża (zbiór Gamedec. Granica rzeczywistości, superNowa 2004, REBIS 2016)
- Finta (zbiór Gamedec. Granica rzeczywistości, superNowa 2004, REBIS 2016)
- Flashback (zbiór Gamedec. Granica rzeczywistości, superNowa 2004, REBIS 2016)
- 3 listopada (zbiór Gamedec. Granica rzeczywistości, superNowa 2004, REBIS 2016)
- Mrok (zbiór Gamedec. Granica rzeczywistości, superNowa 2004, REBIS 2016)
- Anna (zbiór Gamedec. Granica rzeczywistości, superNowa 2004, REBIS 2016)
- Ringerer („Nowa Fantastyka” 10/2004)
- Prośba („Nowa Fantastyka – wydanie specjalne” lato 2007, zbiór Gamedec. Granica rzeczywistości, REBIS 2016)
- Infigen („Science Fiction Fantasy i Horror” nr 29 marca 2008)
- Aquilla, Aguilla (antologia Jedenaście pazurów, superNowa 2010)[44]
- Wymiar wewnętrzny (antologia Science fiction, Powergraph 2011)[45]
- Żołnierz (Coś na progu nr 7, 2013, zbiór Gamedec. Granica rzeczywistości, REBIS 2016)[46]
- Mała May (antologia Pożądanie, Powergraph 2013)[47]
- Powrót do domu (zbiór opowiadań I żywy stąd nie wyjdzie nikt, Fabryka Słów 2014)[48]
- Simon (antologia Wolsung, tom II, Van Der Book 2015)[49],  Nominacja do Nagrody im. Janusza A. Zajdla[39]
- Future Fame (zbiór opowiadań Na nocnej zmianie. Pióra Falkonu, Fabryka Słów 2016)[50]
- Platforma („Fantom” nr 2, 2017)[51]

### Opowiadania dostępne online
- Wywiad (Obcy w Polsce, dostępny na stronie obcy.gadżetomania.pl)

### Audiobooki
- Gamedec. Granica rzeczywistości, czyta Marcin Przybyłek (2014)[52]
- Gamedec. Sprzedawcy lokomotyw, czyta Marcin Popczyński (2015)[53]
- Sprzedaż albo śmierć. Antyporadnik, czyta Marcin Popczyński (2015)[54]
- Gamedec. Zabaweczki. Błyski, czyta Marcin Popczyński (2015)[55]
- Gamedec. Zabaweczki. Sztorm, czyta Marcin Popczyński (2015)[56]
- Gamedec. Czas silnych istot, ks.1, czyta Marcin Popczyński (2015)[57]
- Gamedec. Czas silnych istot, ks.2, czyta Marcin Popczyński (2015)[58]
- Kalina i Kaj. Książka teoretycznie dla dzieci, czyta Marcin Popczyński (2015)[59]
- CEO Slayer. Pogromca prezesów, czyta Roch Siemianowski (2015)[60]
- Grao Story. The book, czyta Marcin Popczyński (2015)[61]
- Gamedec. Obrazki z imperium. Część 1, czyta Marcin Popczyński (2016)[62]
- Gamedec. Obrazki z imperium. Część 2, czyta Marcin Popczyński (2016)[63]
- Orzeł Biały, czyta Wojciech Masiak (2017)[64]
- Orzeł Biały 2, czyta Wojciech Masiak (2018)[65]
- Gamedec. Granica rzeczywistości, czyta Wojciech Masiak (2019)[66]
- Symfonia Życia, czyta Wojciech Masiak (2020)[67]

### Artykuły
- Co w duszy gra („Nowa Fantastyka” – od 01/2002 do 08/2002)
- Szaleństwa twórcze czyli twórcze szaleństwo („Nowa Fantastyka” 10/2004)
- Wirtualna śmierć („Czas Fantastyki" 02/2005)
- Rzeczy Oczy Wiste („Nowa Fantastyka” 07/2007)
- Business future („Czas Fantastyki" 02/2008)